# جون كوكس (لاعب كرة سلة)
جون كوكس (بالإنجليزية: John Cox) مواليد 6 يوليو 1981 في كاراكاس، هو لاعب كرة سلة أمريكي. بدأ مسيرته الاحترافية في سنة 2005. يبلغ طوله 6 قدم 5 بوصة (2.0 م). مثّل منتخب بلاده. شارك في دورة الألعاب الأولمبية الصيفية سنة 2016. حقق المركز الأول في بطولة أمم الأمريكتين لكرة السلة 2015.

## المسيرة الاحترافية
لعب مع إلان شالون في الدوري الفرنسي في موسم 2005–2006، ثم لعب مع إس تي بي لو هافر في موسم 2007–2008، ثم لعب مع نانسي باسكت في الدوري الفرنسي من سنة 2008 إلى 2010، ثم لعب مع إس تي بي لو هافر من سنة 2010 إلى 2012، ثم لعب مع باريس لوفالوا في الدوري الفرنسي في موسم 2012–2013، ثم لعب مع شوليه باسكت في موسم 2013–2014، ثم لعب مع إس تي بي لو هافر في الدوري الفرنسي في موسم 2014–2015.

## سجل المنافسة
شارك في المنافسات التالية:
- الألعاب الأولمبية الصيفية 2016
- بطولة أمم الأمريكتين لكرة السلة 2015

## الميداليات
| الميدالية | المسابقة                             |
| --------- | ------------------------------------ |
| ذهبية     | بطولة أمم الأمريكتين لكرة السلة 2015 |

## روابط خارجية
- جون كوكس على موقع الاتحاد الدولي لكرة السلة (الإنجليزية)
- جون كوكس على موقع الدوري الأوروبي لكرة السلة (الإنجليزية)
- جون كوكس على موقع كرة السلة الأوروبية.كوم (الإنجليزية)
- جون كوكس على موقع كلية كرة السلة في سبورتس رفرنس.كوم (الإنجليزية)
- جون كوكس على موقع ريلجم (الإنجليزية)
- جون كوكس على موقع بروبوليرز (الإنجليزية)
- جون كوكس على موقع سبورتس رفرنس (الإنجليزية)
- جون كوكس على موقع أوليمبيديا (الإنجليزية)